# Therese Studer
Therese Studer (* 22. September 1862 in Senden; † 21. Januar 1931 in Sendling, München) war die Begründerin katholischer Arbeiterinnenvereine und erste Verbandssekretärin beim Süddeutschen Verband katholischer Arbeiterinnenvereine sowie ab 1920 die Verbandsvorsitzende.

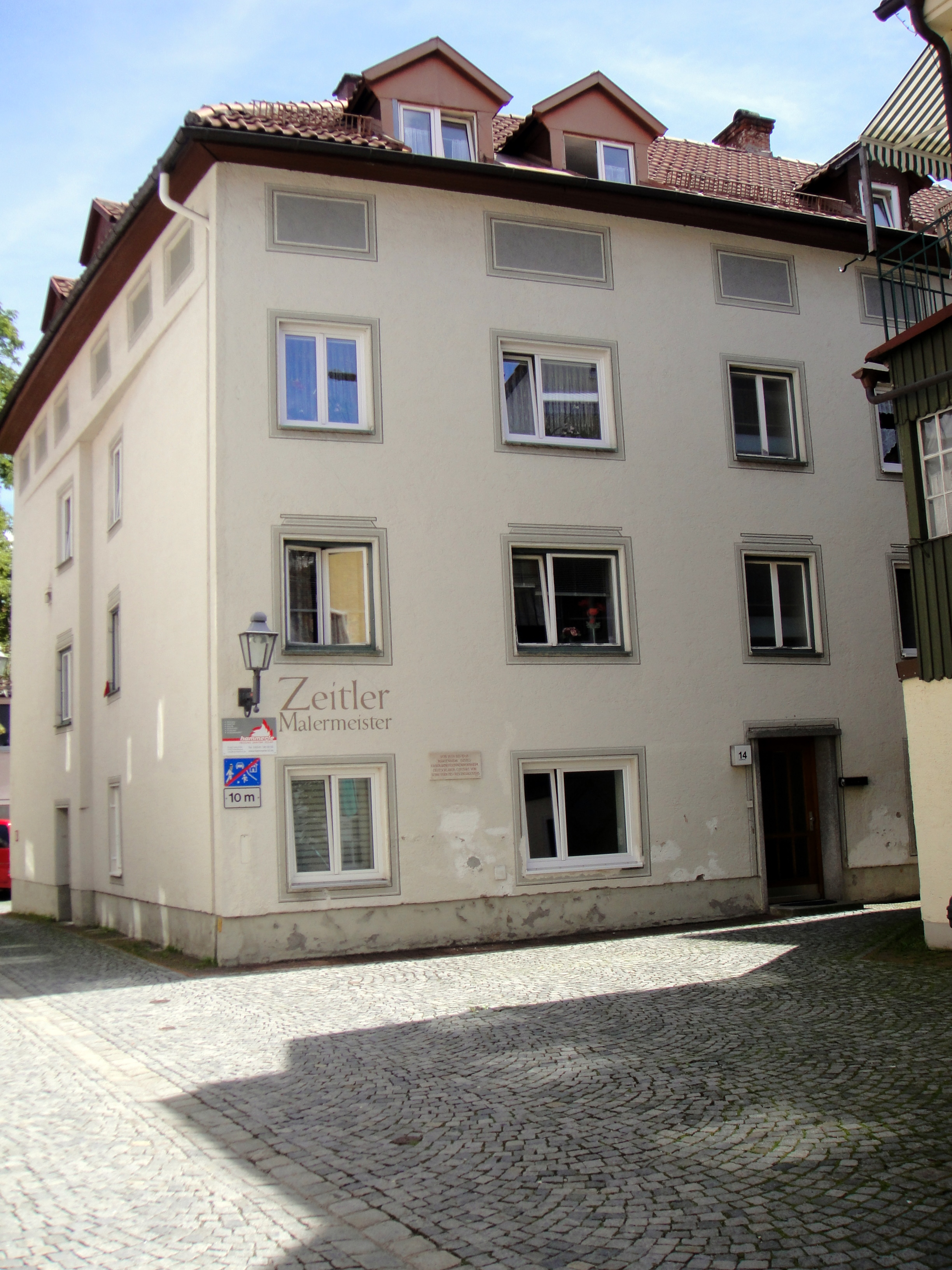
Die ehemalige Marienanstalt, in der Studer von 1884 bis 1906 lebte, war Deutschlands erstes Wohnheim für Fabrikarbeiterinnen.

## Leben
Therese Studer wuchs in schwierigen Familienverhältnissen ohne Mutter auf. Mit acht Jahren musste sie bei einem Bauern in Dienst gehen und schwer arbeiten. Ein Schulbesuch war ihr nur im Winter möglich. Als der Vater krank wurde, begann sie mit 16 Jahren Akkordarbeit in der Winkleschen Zündholzfabrik in Altenstadt zu leisten, um ihre Familie zu ernähren. Als die Fabrik schloss, wurde sie Dienstmädchen, danach arbeitete sie in der Textilfabrik in Ay an der Iller.
Am Abend widmete sich Therese der Fortbildung mit Hilfe von Büchern. Durch dieses Eigenstudium erwarb sie sich eine gewisse Bildung. Der Schichtdienst und die langen Arbeitstage (oft von 5 Uhr morgens bis 7 Uhr abends oder bis Mitternacht) forderten ihre Kräfte.
In weiten Teilen der traditionsverbundenen Bevölkerung verband man mit einer Fabrikarbeit ein negatives Image und eine Vorstufe der Unsittlichkeit, weil die Männer und Frauen meist „hautnah“ auf engstem Raum zusammenarbeiteten. Studer kämpfte gegen diese Vorurteile, sie versuchte den Stand der Arbeiterinnen in der Gesellschaft zu verbessern, war den jungen Arbeiterinnen in Ay ein Vorbild und wies auch die Männer zurecht, wenn sie sich ihr in „unrechter Weise“ zu nähern wagten.
1884 bewarb sie sich in der modernen Spinn- und Weberei in Kaufbeuren und um einen Wohnplatz in der dortigen Marienanstalt, einem von Franziskanerinnen geführten Arbeiterinnenwohnheim. In dieser Zeit las Therese viel und schrieb außerdem Theaterstücke, die der Marienanstalt aufgeführt wurden und großen Anklang bei der Bevölkerung fanden. Sie nahm nach und nach sowohl im Wohnheim als auch in der Fabrik mehr Einfluss und konnte auch über Einstellungen und Entlassungen entscheiden. Das Angebot, Lehrerin zu werden, schlug sie aus, weil sie nicht in den Orden eintreten wollte. Studer lebte bis 1906 im Arbeiterinnenwohnheim.
Die sozialdemokratischen Gewerkschaften und die katholischen Arbeitervereine schlossen Frauen aus ihrem Bildungsangebot größtenteils aus. Daher gründete Therese Studer in Kaufbeuren eine Gruppe katholischer Arbeiterinnen. Am 12. Februar 1906 wurde dann ein katholischer süddeutscher Arbeiterinnenverband gegründet. Therese Studer und Stiftungspriester Rupfle gründeten am 17. Juni 1906 eine lokale Ortsgruppe, der sofort 159 Mitglieder beitraten und die in den nächsten Monaten auf 460 anwuchs. Sie eröffnete Anfang Juli 1906 auch eine Zahlstelle für die christliche Textilgewerkschaft in ihrem Betrieb. Jede Woche trafen sich die Frauen in der Marienanstalt zum Singen und Theaterspielen, aber auch zu Vorstandssitzungen, die in Thereses Zimmer stattfanden. Außerdem entwarf Therese Studer eine Vereinsfahne, auf der die Heilige Kreszentia am Webstuhl zu sehen ist.
Im April 1907 wurde ihr zum ersten Mal das Angebot gemacht, eine Stelle als Sekretärin des Gesamtverbandes anzunehmen. Ein Jahr später nahm sie die Stelle auf Bitten Carl Walterbachs in München an. Sie arbeitete dort mit großem Idealismus und Fleiß. In den ersten drei Jahren ihrer Tätigkeit als erste hauptamtliche Sekretärin des Verbandes war sie an der Gründung von 19 Arbeiterinnenvereinen beteiligt gewesen, hatte insgesamt 72 besucht. In 15 Fällen war sie mit der Vereinsgründung allerdings gescheitert, da die jeweilige örtliche Geistlichkeit davon ausging, dass die Frau naturgemäß in die Familie gehöre und es daher keine Probleme mit Arbeiterinnen geben dürfe. Therese Studer gelang es maßgeblich den Arbeiterinnenverband zu einer Größe von 21.000 Mitgliedern zu führen und diesen Verband damit zu einem gleichwertigen Partner des Arbeiterverbandes zu machen.
1915 erkrankte sie an Rheumatismus, sie musste daher ihr Amt aufgeben und konnte sich nur noch auf Verwaltungstätigkeiten in der Münchner Zentrale konzentrieren. 1920 wählte man sie zur Verbandsvorsitzenden, einem Ehrenamt, das sie bis zu ihrem Tod ausführte.

## Gedenken
Am 31. Januar 2001, dem 70. Todestag von Therese Studer, fand eine Gedenkfeier in der Kirche St. Jodok in Senden statt. Ursprünglich wollte man an diesem Tag an ihrem Geburtshaus eine Gedenktafel anbringen, aber der Eigentümer weigerte sich. Also nannte man einen Raum im „Haus der Begegnung“ nach ihr. 2007 bekam der neueröffnete Sendener Seniorentreff an der alten Weberei den Namen „Therese-Studer-Haus“ verliehen.
In München, ihrem Sterbeort, erhielt eine Straße am 6. Juni 2002 ihren Namen. Auch in Kaufbeuren ist eine Straße nach ihr benannt.